# 21st Regiment of Light Dragoons (1779–1783)
Das 21st Regiment of (Light) Dragoons war ein Kavallerieregiment der britischen Armee, das von 1779 bis 1783 bestand.

## Geschichte
Während des Amerikanischen Unabhängigkeitskrieges wurde das Regiment in Stamford, Lincolnshire, am 25. Februar 1779 von Major-General John Douglas († 1790) aufgestellt, der Colonel des Regiments wurde. Das Regiment umfasste sechs Troops. Es trug scharlachrote Uniformen mit weißen Aufschlägen sowie silbernen Knopflöchern und Knöpfen.
Das Regiment war durchgängig in England stationiert und wurde vorwiegend zur Eintreibung von Steuern und Abgaben eingesetzt.
Nach Abschluss des Vorfriedens zum Frieden von Paris wurde das Regiment am 1. Juni 1783 in Canterbury aufgelöst. Die Pferde sowie einige freiwillige Soldaten des Regiments wurden ins 11th Regiment of Dragoons übernommen.